# Justin Hall (Poolbillardspieler)
Justin Hall (* 28. November 1987) ist ein US-amerikanischer Poolbillardspieler.

## Karriere
Nachdem Justin Hall 2005 bei der Central Florida Amateur Tour einmal Dritter und einmal Vierter wurde sowie zweimal Fünfter wurde und im Dezember bei den Reno Open den 25. Platz erreicht hatte, wurde er 2006 Profi. Bei der Predator International Championship erreichte er 2006 den 13. Platz.
Bei einem Turnier der Viking Cue 9-Ball Tour 2007 wurde Hall Vierter, 2008 gewann er ein Turnier. Im Juni 2008 wurde er auf der Seminole Florida Pro Tour Dritter. Bei den US Open 9-Ball belegte er im Oktober den 49. Platz.
Im September 2009 gewann Hall das 9-Ball-Amateur-Event des World Classic. Zuvor war er bereits Zweiter bei den Texas State Open sowie bei jeweils einem Turnier der Joss Northeast Tour und der Seminole Pro Tour.
Im Januar 2010 wurde Justin Hall Fünfter im 9-Ball beim Derby City Classic. Zudem gewann er 2010 zwei Turniere der Poison 9-Ball Tour und wurde bei der Seminole Pro Tour einmal Zweiter.
Beim Derby City Classic 2011 wurde Hall Vierter im One Pocket. Bei der Pro-Am-Division der Super Billiard Expo verlor er im Finale gegen Charlie Williams. Im Oktober erreichte er bei den US Open den 49. Platz.
Beim Southern Classic 2012 gewann Hall sowohl das One-Pocket-Turnier als auch das Bank-Pool-Turnier und wurde somit Master of the Table. Zuvor hatte er im März ein Turnier der Great Southern Billiard Tour gewonnen.
Im Januar 2013 gewann Hall das Bank Pool Ring Game des Derby City Classic. Zudem wurde er Zweiter beim Bank-Pool-Turnier, Achter im 9-Ball und Neunter im One Pocket und wurde somit Zweiter in der Master-of-the-Table-Wertung. Zwei Monate später gewann er das Big Tyme Classic. Beim Southern Classic 2013 wurde Hall Zweiter im 9-Ball Ring Game, Sechster im Bank Pool, Siebter im One Pocket und Zehnter im 9-Ball. Im Juli 2013 wurde er Siebter bei den US Open One Pocket, im Dezember gewann er die Space City Open im One Pocket.
Beim Derby City Classic 2014 erreichte Hall im One Pocket den sechsten Platz. Bei den US Open wurde er Siebter.
2014 nimmt Hall erstmals am Mosconi Cup teil.